# Sparedrus archaicus
Sparedrus archaicus es una especie extinta de coleóptero de la familia Oedemeridae.

## Distribución geográfica
Habitaba en Birmania.